# Даллапиккола, Луиджи

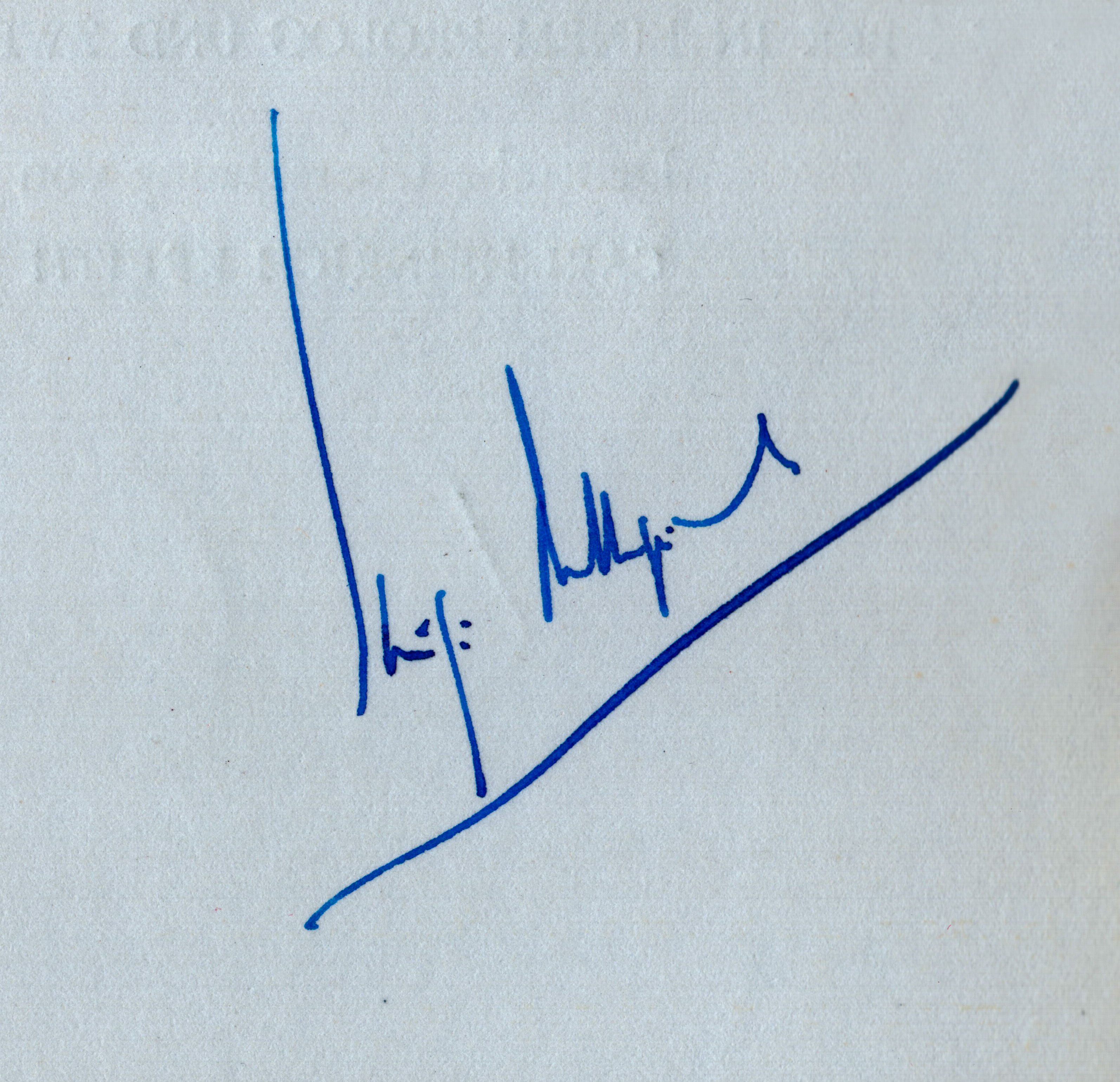
Автограф Луиджи Даллапикколы

Луи́джи Даллапи́ккола (итал. Luigi Dallapiccola; 3 февраля 1904[…], Пазин — 19 февраля 1975[…], Флоренция) — итальянский композитор, пианист и педагог, пионер додекафонии в Италии. Сочинения, большая часть которых написана для голоса, отличаются выверенностью деталей и поэтичностью, а положенные в их основу тексты отсылают к фундаментальным онтологическим вопросам. В целом творчество Даллапикколы являет собой редкий в XX веке пример синтеза преемственности в понимании сути музыкального искусства и новаторства в мышлении и языке. В числе ключевых произведений оперы «Улисс» и «Узник», мистерия «Иов», ряд сочинений для голоса и ансамбля («Слова Святого Павла», «Пять песен», «Словно тень...» и др.), «Концерт на Рождественскую ночь 1956 года», кантата «К Матильде», виолончельный концерт «Диалоги» и др. Оказал ощутимое влияние на итальянских композиторов поколения послевоенного авангарда.

## Биография

### Ранние годы
Родился в Истрии, на периферии Австро-Венгрии, в семье преподавателя классической филологии, директора единственной в округе гимназии для итальянской диаспоры. Рос в среде с многокультурным укладом, где смешалось итальянское, немецкое, славянское. Начал заниматься музыкой с восьми лет, беря уроки игры на фортепиано. Исключительное музыкальное дарование было выявлено рано. Занятия музыкой, однако, прервались когда после признания отца Даллапикколы политически неблагонадёжным гимназия была закрыта, а вся семья была под конвоем интернирована в Грац на 1917—1918 гг. События детства и юности предопределили центральность для творчества будущего композитора тем протеста, свободы и её ограничения. Не имевший возможности продолжать после высылки из Истрии своё музыкальное образование (более того материальные условия были сложны настолько, что приходилось на чёрном рынке приобретать продукты первой необходимости в обмен на вещи) Даллапиккола в Граце тем не менее погрузился в совершенно новый художественный мир, благодаря регулярному посещению продолжавшихся и в военное время постановок опер Вагнера, Моцарта и Вебера. За полтора года пребывания в Граце он побывал на более чем восьмидесяти концертах, по его собственным словам, достаточно основательно познакомившись с творчеством Вагнера, а встреча в тринадцатилетнем возрасте с «Летучим голландцем» способствовала принятию решения посвятить себя музыке, несмотря на скептическое отношение к этому родителей, которые при этом оказывали ему всяческую поддержку, поставив единственным условием лишь получение аттестата зрелости.
После возвращения семьи из Австрии в Истрию в ноябре 1918 года Даллапиккола возобновил занятия музыкой, не только беря уроки игры на фортепиано, но и изучая в соседнем Триесте гармонию и композицию у Антонио Иллерсберга (1882—1952), композитора и дирижёра городского мадригального хора (впоследствии также первый исполнитель первой серии «Шести хоров на стихи Микеланджело Буонарроти-младшего»); благодаря последнему открыл для себя музыку Дебюсси, а также вокальное полифоническое письмо XVI-XVII веков. Под началом всё того же Иллерсберга написал первые свои сочинения, впоследствии уничтоженные как незрелые. Решающее значение на формирование Даллапикколы оказало знакомство с «Учением о гармонии» Шёнберга в 1921 году, поводом для которого стала заинтриговавшая его разгромная рецензия на трактат пера Ильдебрандо Пиццетти. Приобретённый тогда же в Триесте экземпляр книги Шёнберга Даллапиккола бережно хранил до конца своих дней. Несмотря на энтузиазм, с которым молодой Даллапиккола отдавался изучению музыки в Триесте и у себя дома, он достаточно быстро почувствовал ограниченность и провинциальность своего окружения, а также вакуум, в котором не с кем было обсуждать волновавшие его художественные проблемы. Поэтому после получения аттестата зрелости в 1921 году было принято решение перебраться для продолжения образования во Флоренцию. Выбор на Флоренцию пал во многом из-за того, что город был родиной Данте, с юных лет волновавшего воображение Даллапикколы.

### Флоренция. Консерваторские годы
В мае 1922 года Даллапиккола поступил во Флорентийскую консерваторию, окончив её по классу фортепиано у Эрнесто Консоло, ученика Джованни Сгамбати и одного из лучших итальянских пианистов своего времени, тесно общавшегося с Пиццетти (тот был ректором консерватории в 1917—1923 гг.) и неоднократно бывшего первым исполнителем его произведений. Через Консоло Даллапиккола воспринял не только классико-романтическую традицию, но также музыку Дебюсси, Равеля и Бартока.
После ставшего для него откровением организованного Альфредо Казеллой исполнения 1 апреля 1924 года в Белом зале флорентийского Палаццо Питти шёнберговского «Лунного Пьеро» под управлением самого автора сосредоточился на изучении композиции. Авторитет Шёнберга, которого Даллапиккола считал открывшим неведомые музыкальные территории «Колумбом нашего времени», был столь велик, что он не отважился познакомиться с ним ни в день концерта, лишь со стороны наблюдая за разговором Шёнберга с Пуччини после исполнения, ни годы спустя, когда оказался в Берлине — лишь через четверть века он осмелился написать Шёнбергу письмо с просьбой принять посвящение последнему «Трёх поэм» к 75-летнему юбилею композитора, на которое получил радушный ответ, сопровождавшийся порицанием за то, что их знакомство не состоялось раньше. В период с 1925 по 1931 годы занимался под началом Вито Фрацци, теории которого были отчасти родственными мессиановским. Главным же, что вынес Даллапиккола из этого ученичества, было зарождение в нём передавшегося от Фрацци глубокого интереса к октатонике (симметричный лад тон-полутон, или гамма Римского-Корсакова), которая в дальнейшем станет неотъемлемой частью его собственного мышления. В 1932 года Даллапиккола окончил композиторский факультет флорентийской консерватории. Несмотря на исключение в виде плодотворного общения с Фрацци, он в целом негативно оценивал своё консерваторское образование, отмечая, что оно ни в малейшей степени не оказало влияние на его формирование как композитора.
Ещё учась на композиторском отделении, Даллапиккола начал активную концертную деятельность как солист, снискав известность в качестве интерпретатора поздних сонат Бетховена, «Картинок с выставки» Мусоргского (предположительно Даллапикколе даже принадлежит первое исполнение сочинения в Милане в 1924-25 гг.) и сочинений Фрацци (особенно любимы им были «Токката» и «Мадригал»), а позднее стал регулярно выступать дуэтом со скрипачом Сандро Матерасси. Дуэт, специализировавшийся в основном на музыке XX века, просуществовал до конца 1960-х и, кроме того, некоторые из немногочисленных камерно-инструментальных сочинений Даллапикколы написаны тоже именно для этого состава, включая «Вторую тартиниану», чьим вдохновителем (как и в случае с тартинианой первой) был Матерасси, привёзший композитору из Падуи многочисленные копии манускриптов Тартини.
Ко второй половине 1920-х относятся первые сохранившиеся (но неопубликованные) композиторские опыты Даллапикколы, которыми стали сочинения на слова истрийского поэта Бьяджо Марина и другие работы, тоже хоровые. В этих ранних работах заметно сильное влияние Дебюсси, Равеля, Де Фальи. Влияние Фрацци в виде тяготения к созданию симметричных структур столь же ощутимо. Важным событием стали гастроли в Берлине и Вене в 1930 году в качестве аккомпаниатора одной американской танцовщицы. Помимо посещения сильно впечатливших его исполнений Первой симфонии Малера и «Симона Бокканегра» Верди, а также «Саломеи» и «Электры» Штраусса под управлением Цемлинского в Берлине, глубоко проникся духом новейшего европейского искусства, от которого по большей части был изолирован во Флоренции, где новая музыка ограничивалась консервативным кругом Пиццетти; там же познакомился с Владимиром Фогелем и Эгоном Веллесом. На определение собственного пути в музыке значение, сопоставимое со знакомством с «Летучим голландцем» и «Лунным Пьеро» ранее, для Даллапикколы обрело прослушивание радиопремьеры «Ночного путешествия» Малипьеро, исполненного откровенного пессимизма в пику оголтелой браваде заигрывавшего с фашистским режимом композиторского истеблишмента в лице Пиццетти, Респиги и других. Важную роль также сыграли, проводившиеся в Италии международные музыкальные фестивали, где был исполнен и ряд ранних работ композитора, включая написанное для любительского хора «Лето» (на стихи Алкея) и «Партиту» (оркестровое сочинение с участием в последней части сопрано, не без влияния Малера), в которой Даллапиккола недвусмысленно обозначил то, что его взгляды существенно расходятся с неоклассицизмом Казеллы, дирижировавшего премьерой «Партиты» в 1932 году. Проводившийся в апреле 1934 года фестиваль Международного общества современной музыки (МОСМ) принёс встречу с музыкой Берга: для Даллапикколы открытием стала впечатлившая своей меланхоличностью и своеобразным оркестровым тембром концертная ария «Вино», исполненная под управлением Шерхена (в дальнейшем одного из лучших и самых преданных интерпретаторов работ самого Даллапикколы).
После смерти Консоло в марте 1931 года («Партита» была посвящена его памяти) Даллапиккола назывался в качестве его возможного преемника, однако был включён в штат только в 1934 году и преподавал в консерватории не специальное, а обязательное фортепиано (до 1967 года). Кроме того, вплоть до конца Второй мировой войны был вынужден подрабатывать, давая частные уроки игры на фортепиано (позднее — композиции). В том же 1931 году познакомился с Лаурой Коэн Луццатто, филологом, переводчиком и сотрудником Национальной центральной библиотеки Флоренции, с которой сочетался браком в 1938 году, когда та из-за своего еврейского происхождения вследствие вступления в силу расовых законов лишилась работы и стала объектом травли: в качестве свадебного подарка Даллапиккола преподнёс невесте венское издание цикла офортов Гойи «Бедствия войны». Эта встреча оказалась судьбоносной для творчества композитора, в том числе в выборе им текстов для своих сочинений: от диалектизмов и прославления родной Истрии Даллапиккола вскоре перешёл к высокой поэзии и религиозным сочинениям.
Этапным для раннего периода творчества стало написание в 1934 году «Дивертисмента в четырёх экзерсисах» для сопрано и пяти инструменталистов, принёсшего первую международную известность композитору. Что важнее, в этой работе были обозначены многие ключевые тенденции дальнейшего развития Даллапикколы: наложение друг на друга нескольких метров, обильное использование канонов, наконец, сам состав (большинство работ 60-х были написаны также для голоса и небольшого ансамбля). Сам Даллапиккола ретроспективно оценивал «Дивертисмент» (особенно завершающую его «Сицилиану») как первый шаг на пути к независимости, несмотря на очевидные отголоски в нём шёнберговского «Лунного Пьеро». Сочинение было посвящено Казелле и позднее исполнено им же в Праге на фестивале МОСМ. Фестиваль оказался важен и ввиду состоявшегося там знакомства с музыкой Веберна («Концерт», соч. 24 в исполнении Генриха Яловеца).

### Военные годы и последующие десятилетия
В военные годы занимал последовательную антифашистскую позицию, сменившую более раннее принятие господствовавшего политического режима «по умолчанию», создав в 1938—1941 годах «Песни заточения» и в 1951—1955 годах «Песни освобождения». Последнее сочинение было названо Смитом Бриндлом, некоторое время бравшим уроки композиции у Даллапикколы, «Мессой си минор XX века». Сопротивлялся (в той степени, в какой это мог делать композитор) итальянскому вторжению в Эфиопию и участию Италии в гражданской войне в Испании. Положение Даллапикколы в годы разгула фашизма существенно осложнялось еврейским происхождением его супруги Лауры. Одно время чета Даллапиккола даже рассматривала вариант эмиграции в Швейцарию и вынуждена была скрываться от властей на периферии (у Сандро Матерасси в Фьезоле). Композитором Гоффредо Петрасси, с которым Даллапикколу связывала многолетняя дружба (но также и болезненное выяснение отношений в послевоенные годы в связи с вопросом о фашизме), отмечается, что «обращение» Даллапикколы и доходящий до фанатизма антифашизм, которому оставался чужд сам Петрасси, обязаны своим возникновением сугубо личным мотивам, связанным с супругой; до этого он, по его мнению, в той же степени фанатично поддерживал «государственный курс». Последнее, однако, оспаривается самой супругой, указывающей на то, что Даллапиккола был фашистом не более, чем любой другой гражданин Италии в тот период: не поддерживая режим какими-либо конкретными действиями, он принадлежал ему «по умолчанию».
В первой половине сороковых годов в сложной политической обстановке Даллапиккола нашёл отдушину в изучении античной лирики в переводах Сальваторе Квазимодо, поэтическое переосмысление которым греков подтолкнуло к собственным вольным додекафонным опытам. Так родился этапный для Даллапикколы вокальный цикл «Греческая лирика», ставший первым полномасштабным (хоть и не строгим) использованием им додекафонной техники. К переводам Квазимодо, уже на качественно ином музыкальном уровне, Даллапиккола вернётся через десятилетие в «Пяти песнях» (1956). Обращение Даллапикколы к «Греческой лирике» Квазимодо вызвало позднее серию подражаний: свои сочинения на те же тексты оставили Ноно, Мадерна, Проспери и др.
В декабре 1944 в семье Даллапикколы родилась дочь, названная композитором Анналиберой (впоследствии видный специалист по индуистской мифологии), в честь освобождения Италии от фашизма. Дочери будет посвящена «Нотная тетрадь Анналиберы», ей же будут вдохновлены первая из «Трёх поэм», а также отчасти кантата «К Матильде».
В конце 1940-х в сложной экономической обстановке послевоенных лет был вынужден зарабатывать сочинением музыки к документальным лентам. Первым проектом стала музыка к фильму о фресках Пьеро делла Франчески «Легенда о Животворящем Кресте» в Ареццо, «Прибытие царицы Савской к царю Соломону» и «Победа Ираклия над Хосровом»; проект остался нереализованным из-за банкротства киностудии, однако сама музыка удалась и была положена в основу «Двух этюдов» (1947) для скрипки и фортепиано (позднее — «Двух пьес» для оркестра), сыграв кроме того важную роль в дальнейшей эволюции созвучного Пьеро понимания композитором музыкальной формы. В последующие годы была также написана музыка к фильмам о кубизме, «Тайной вечере» Леонардо и Риме.

### «Улисс» и последние годы жизни
В 1968 году Даллапиккола завершил многолетнюю работу над оперой «Улисс», которую считал трудом всей своей жизни (первые черновики к либретто датированы концом 1950-х, музыкальные наброски — 1960 годом, когда была написана серия Кирки). Под последним тактом партитуры вместе с привычным «Deo Gratias» (лат. «Благодарение Богу») Даллапиккола выписал следующие слова из «Исповеди» Блаженного Августина: «Ты создал нас для Себя, и не знает покоя сердце наше, пока не успокоится в Тебе» (в пер. М. Е. Сергеенко). Итоговость сочинения проявилась и в нехарактерном для композитора цитировании им своих более ранних работ («Ночного полёта», «К Матильде», «Да упокоятся» и др.) в последних сценах оперы. Работа над «Улиссом» неоднократно прерывалась из-за необходимости выполнения поступавших заказов на новые сочинения: после завершения либретто для Гаспара Касадо был написан виолончельный концерт «Диалоги», после сцены «Царство киммерийцев» — «Молитвы», позднее — «Слова Святого Павла», а также «Три вопроса с двумя ответами», оркестровое сочинения на основе материала к опере.
В том же 1968 году премьера «Улисса» состоялась в Немецкой опере под управлением Лорина Маазеля (на немецком языке — компромисс, на который композитор вынужден был пойти, не имея на тот момент возможности поставить оперу в родной Италии). Оценивая первую реакцию публики и критики, Даллапиккола также отмечал, что столкнулся в Германии с неверным толкованием своей трактовки мифа как «христианизации Одиссея», в то время как он исходил из контекста XXVI песни «Ада» Данте; знание Данте самим Даллапикколой было выдающимся, «Божественную комедию» он знал наизусть и, кроме того, был единственным из композиторов и музыковедов удостоенным чести опубликоваться в престижном специализированном журнале «Studi danteschi». Несмотря на исключительные художественные достоинства «Улисса», в отличие от «Узника», который продолжает регулярно ставиться уже в течение десятилетий и даже снискал славу самой популярной в Европе современной итальянской оперы со времён Пуччини, главная работа Даллапикколы остаётся недооценённой и фактически пребывает в забвении.
Последним законченным сочинением стало «Прощание» (1972) с его символическим названием. Страдая отёком лёгких, последние годы своей жизни Даллапиккола практически не сочинял, оставив многие замыслы, в числе которых были балет по мотивам серии офортов Гойи «Бедствия войны» и интерпретация средствами контрапункта венчающего «Рай» Данте образа «iri da iri» («[как бы] Ирида от Ириды [встала]», пер. М. Лозинского), невоплощёнными. Дирижировавшим итальянской премьерой «Улисса» в Ла Скала Золтаном Пешко отмечается, что считанное число работ, написанных за семь лет после окончания оперы, отчасти объясняется и воздействием на Даллапикколу более чем скромной рецепции работы всей его жизни.
В феврале 1975 года Даллапиккола приступил к репетициям с флорентийским ансамблем «Musicus Concentus» в преддверии своих авторских концертов в Турине и Иврее. В ночь с 18 на 19 февраля в результате нового приступа отёка лёгких был срочно госпитализирован в больницу Святого Иоанна Божьего, где и скончался утром 19 февраля. На рояле композитора после его смерти был найден набросок из восемнадцати тактов пьесы для голоса и ансамбля на текст из «Монологов» псевдо-Августина, начинавшийся со слова «Свет» (Lux). Это было началом работы, заказанной Даллапикколе Вашингтонским оркестром. Копии наброска были разосланы супругой его ближайшим друзьям. Смерть композитора породила волну посвящённых его памяти сочинений Петрасси, Ноно, Донатони, Буссотти, Проспери, Пеццати, Сешенса и многих других. Особое значение имели «Реквием» (1975) Риккардо Малипьеро и «Emircal» (1980) Марио Перагалло, непосредственно исходивших из последнего наброска Даллапикколы (сочинение Малипьеро является своего рода авторизованной вдовой Даллапикколы его реконструкцией).
После смерти Даллапикколы в 1975 году во Флоренции были учреждены два Архива Даллапикколы. Первый — в качестве подразделения Современного Архива им. Алессандро Бонсанти при Кабинете Вьессе: его фонды включают все рукописи сочинений Даллапиколы и их черновиков, опубликованные и неопубликованные тексты композитора, аудиозаписи сочинений (включая неизданные) и прочие материалы. Во втором (при Национальной центральной библиотеке Флоренции) — хранятся дневники Даллапикколы, доступ к которым будет открыт в 2025 году, пятьдесят лет спустя после смерти композитора. После кончины вдовы композитора Лауры в 1995 году по её завещанию в собственность первого архива также перешёл рабочий кабинет Даллапикколы, включая его рояль «Стейнвей», домашнюю библиотеку, насчитывавшую порядка двух с половиной тысяч наименований, и фонотеку. Архив Даллапикколы при Кабинете Вьессе в течение уже нескольких десятилетий играет важную роль: ни одно сколько-нибудь серьёзное исследование творчества композитора не обходится без обращения к его фондам.

## Творчество

### Основные этапы
В творчестве Даллапикколы важнейшее место занимают оперы и вокальные произведения, написанные в додекафонной технике с применением контрапункта. Музыкальный язык композитора постоянно эволюционировал, в этой связи выделяются пять ключевых периодов, различающихся прежде всего тем, к развитию идей Веберна или Шёнберга на том или ином этапе своей жизни Даллапиккола обращался. Под веберновским началом понимается сочинение с использованием серий (как правило, симметричных) и их линейное изложение, а также разреженность фактуры; под шёнберговским — стремление к противоположному полюсу (то есть плотность фактуры, использование гексахордов, а не серии как таковой и пр.).
1. Досерийный период (до 1942). Характеризуется диатоническим музыкальным языком с элементами свободно трактуемой додекафонии. Ключевые работы: «Три лауды», «Ночной полёт», «Песни заточения», «Маленький концерт для Мюриэль Куврё».
2. Первый серийный период (1942—1950). Ознаменовал начало активных экспериментов с серийной техникой, тяготением к Веберну, в меньшей степени — к Шёнбергу. Работы: «Греческая лирика», «Чакона, интермеццо и адажио», «Узник», «Ронсеваль», «Четыре стихотворения Антонио Мачадо», «Три поэмы» (первое строго додекафонное сочинение), «Иов».
3. Второй серийный период (1950—1955). Продолжение экспериментов, более глубокое усвоение эстетики как Веберна, так и Шёнберга. Ключевые работы: «Нотная тетрадь Анналиберы»/«Вариации для оркестра», «Песни на стихи Гёте», «Песни освобождения», «Маленькая ночная музыка», «К Матильде».
4. Третий серийный период (1956—1960). Доминирование веберновского начала, но в то же время углубление понимания шёнберговского; новаторская трактовка ритма и тембров. Работы: «Пять песен», «Концерт на Рождественскую ночь 1956 года», «Да упокоятся», «Диалоги».
5. Четвёртый серийный период (1960—1972). Отход от веберновского в сторону шёнберговского, их оригинальный синтез. Работы: «Молитвы», «Три вопроса с двумя ответами», «Улисс», «Слова Святого Павла», «Словно тень...», «Время разрушать — Время строить», «Прощание».

Переход от одного серийного периода к другому и переосмысление метода у Даллапикколы сопровождались обращением к тональной музыке («Каноническая сонатина» — в 1943, «Тартиниана» — в 1951, «Вторая тартиниана» — в 1956) с последующим скачком в усложнении серийных конструкций. Все три сочинения объединяются как тем, что являются стилизациями (Паганини и Тартини соответственно), так и изощрённым каноническим письмом.
Также называние основных тенденций «шёнберговской» и «веберновской» носит в целом условный характер. Нововенские композиторы (особенно Шёнберг) оставались для Даллапикколы ориентирами на протяжении всей его жизни, однако пиетет к ним носил в большей степени этический характер, находя выражение в письмах и публицистике (из воспоминаний композитора о его первой встрече с музыкой Веберна в 1935 году: «я аплодировал, потому что в нём [Концерте, соч. 24] мне явилась высочайшая мораль композитора, не потому что я понял собственно музыку»), в то время, как собственно музыкальное его развитие и осмысление додекафонии протекало достаточно автономно.

### Путь к додекафонии
К додекафонии, с которой неразрывно связано имя Даллапикколы в Италии, шёл медленным и, в силу исторических обстоятельств, изолированным путём собственных проб и ошибок, что ретроспективно сам расценивал как благотворно сказавшееся на обретении собственного музыкального языка. На фоне отсутствия на тот момент интереса к новой музыке в Италии вообще (в те годы доминировал концептуально неприемлемый для Даллапикколы неоклассицизм) и имея лишь крайне ограниченный доступ к партитурам нововенцев, а также ввиду отсутствия личных контактов с ними или их учениками (особенно в военные годы, когда новая музыка была причислена нацистской пропагандой к дегенеративному искусству, но на которые, впрочем, пришлась поворотная для Даллапикколы встреча с Веберном в Вене в доме познакомившего их Альфреда Шлее), он больше ориентировался на собственную интуицию и романы Джойса и Пруста, знакомство с которыми открыло для него общность искусств и их проблематики: так в аллитерациях в «Улиссе» он обнаружил созвучное трансформациям серии и подвижность смысла в зависимости от порядка букв (звуков) и слов, а в «Поисках утраченного времени» — новую диалектику, способ мышления альтернативный сонатной форме как одному из главных завоеваний классико-романтической традиции (и соответственно классическому роману), где темы (персонажи) излагались достаточно однозначно и изначально (ср. с появлением Альбертины и других персонажей у Пруста). Элементы серийной музыки вводились Даллапикколой постепенно и лишь по мере ощущения им их органичности музыкальному замыслу, а не формально. Если в «Трёх лаудах» и «Ночном полете» (1937-38) додекафония ограничивалась по сути использованием двенадцатитоновых тем, уже в «Песнях узников» (1938-41) она отчасти несёт и структурные функции, а в циклах «Греческой лирики» (1942-45) додекафонная техника применена полномасштабно (несмотря на многочисленные «нарушения» и использование даже в рамках некоторых из этих небольших пьес нескольких серий одновременно). Первым строго додекафонным сочинением принято считать «Три поэмы» (1949), но лишь в поворотном для своего развития 1956 году Даллапиккола пришёл к пониманию того, что наконец полностью овладел додекафонной системой и осознал весь таящийся в ней потенциал, о чём позднее сообщил в беседе с австрийским музыковедом и близким другом Йозефом Руфером, состоявшейся в начале 1961 года на берлинском радио (в рамках передачи о современной итальянской музыке). Этапным в этом смысле стало написание кантаты «К Матильде», приуроченной к столетию со смерти Гейне (выбором и редакции текстов, как и во многих других случаях, Даллапиккола здесь был обязан своей супруге Лауре, которой и посвящена работа) и ознаменовавшей завершение эксперимента и начало зрелого, стилистически монолитного, характеризующегося полным устранением тонального центра и свободой (без компромиссов в смысле строгости) использования додекафонии, самого плодотворного периода его творчества, открывшегося «Пятью песнями» и «Концертом на Рождественскую ночь 1956 года».
Несмотря на всё более последовательное использование додекафонии в своих сочинениях начиная с 1940-х годов, Даллапиккола оставался равнодушным к идеям «нумерологии» сериальной музыки, культивируемым композиторами Дармштадтской школы (и, что показательно, неоднократно отказывался от получаемых оттуда приглашений). Более значимым, чем распространение идеи серийности на параметры отличные от высоты звука, ему казалось осмысление свойства полярности серии, то есть существование в любой из них двух ясно ощущаемых полюсов (в каждой серии — разных), своего рода додекафонных аналогов тоники и доминанты. Тем не менее рядом исследователей отмечается, что уже во второй половине 1950-х (начиная с «Пяти песен») в работах композитора можно обнаружить квазисерийную трактовку прежде всего ритма, а также тембров, и обозначенную в них тенденцию к своего рода паритету параметров, их взаимозаменяемости как выразительных средств. В этом Даллапикколе виделось продолжение веберновской традиции, отличное от пуантилизма, в ключе которого её интерпретировали, например, Булез и Штокхаузен.

### Символизм, структура и «musica visiva»
Даллапиккола придавал особое значение симметричности структуры сочинения (также см. его анализы опер Верди, где акценты расставлены соответствующим образом), наиболее ярким примером чего может считаться его последняя работа «Прощание», представляющая собой палиндром. Не столь буквально реализованные эти же принципы лежат в основе оперы «Улисс» и её драматургии со сценой в царстве киммерийцев в центре. В ряде других сочинений, таких как «Пять песен» и «Четыре стихотворения Антонио Мачадо», симметрия проявляется и в смысловых связях между текстами. Последнее, например, открывается и закрывается наступлением весны, а средние части — взывание к Богу, а «Пять песен» — начинающаяся и заканчивающаяся появлением на небе звёзд смена времён суток с центральной частью, обозначенной к тому же графически в виде идеограммы Распятия (при этом выбор симметричной серии был продиктован именно образом Распятия, вдохновившего написание музыки). Такого рода идеограммы и символизм характерны для музыки Даллапикколы вообще. Наиболее известно в этом отношении позднее сочинение «Словно тень...», где в последней части композитором достигнут сложный синтез в воплощении образа небесных светил: о них говорит сама поэзия, к ним отсылает и тембровая гармония, но также и сам текст партитуры, буквально усыпанной созвездиями (с соответствующими подписями), как они предстают в атласе звёздного неба. Эта работа во многих отношениях венчает ряд сочинений, где ключевую роль играет образ звёзд: ряд, начинающийся первой из «Трёх лауд» (1937) и финалом «Ночного полёта», включающий финал «Узника» и уже упоминавшиеся «Пять песен», а также «Улисса», завершающегося озарением с предчувствием Одиссеем Бога, в открытом море под звёздным небом. В этом можно усмотреть и влияние Данте, каждая из кантик «Божественной Комедии» которого, как известно, также завершается словом «[le] stelle» (светила).

### Методы работы
Большинство своих сочинений Даллапиккола писал для голоса, в связи с чем у композитора выработался своеобразный подход к текстам, на которые он сочинял музыку: выписанные стихи он мог годами носить в бумажнике, по мере оседания их в памяти проникаясь каждым их звуком, смысловым нюансом, и созревая для замысла музыкального эквивалента. Аналогичного метода он придерживался и в самом сочинении музыки: серия и все её сколь угодно сложные трансформации сначала им запоминались, а затем уже музыка писалась на слух (хотя при этом серия сама по себе редко была исходным импульсом и, как правило, конструировалась, уже подчиняясь другим соображениям и интуиции).

### Редакции и переводы
Помимо сочинения музыки Даллапиккола известен редакцией критического издания «Картинок с выставки» Мусоргского (1940/61), составлением антологий итальянской песни XVII-XVIII веков (Монтеверди, Пери, Каччини, Кавалли, Скарлатти, Фрескобальди и др.), редакцией шести сонат для виолончели с клавиром Вивальди (с расшифровкой генерал-баса; редакция партии виолончели — Леонард Роз; по сравнению с более ранней редакцией, выполненной Вальтером Руммелем, вариант Даллапикколы отличается более тонкой проработкой деталей, но при этом отклоняется от стиля позднего венецианского барокко из-за обширного использования им имитации; редакция сонат 3, 5 и 6 также была выполнена в версии для виолончели с камерным оркестром) и авторством исполнительской редакции для постановки в современном театре оперы Монтеверди «Возвращение Улисса на родину», а также переводом на итальянский сборников эссе и писем Бузони (совместно с супругой; также под редакцией Даллапикколы ей был осуществлён перевод известного трактата Йозефа Руфера «Композиция с двенадцатью тонами»). Кроме того, в Архиве композитора хранятся неизданные его переводы пособия Эгона Веллеса «Современная инструментовка» («Die Neue Instrumentation»), а также текста «Лунного Пьеро» Шёнберга.

## Признание и влияние
Луиджи Даллапиккола снискал широкое прижизненное признание в профессиональных кругах. Многие видные исполнители современности регулярно включали его работы в своей репертуар. Среди них дирижёры Герман Шерхен (премьеры и исполнения большого числа сочинений; один из ключевых интерпретаторов Даллапикколы вообще), Ханс Росбауд (премьера кантаты «К Матильде», немецкая премьера «Узника» и др.), Лорин Маазель (мировая премьера «Улисса» и исполнение практически всех оркестровых работ), Эрнест Бур (образцовая запись «Улисса»), Золтан Пешко (итальянская премьера в Ла Скала «Улисса» и др.), Альфредо Казелла (активно исполнял ранние сочинения Даллапикколы в 1930-х годах), Антал Дорати (первая запись «Узника» в тесном сотрудничестве с композитором), Эса-Пекка Салонен (уже в течение многих лет им ставится «Узник» и сделана запись оперы) и Пьер Булез; певцы: меццо-сопрано Магда Ласло, баритоны Барри Макданиэл, Томас Бакнер, Дитрих Фишер-Дискау, Пьер Бернак (с аккомпанировавшим ему Франсисом Пуленком); виолончелист Гаспар Касадо (ему посвящены важнейшие инструментальные работы, «Диалоги» и «Чакона, интермеццо и адажио»), композитор и пианисты Пьетро Скарпини (исполнял все фортепианные работы; выполнил большое количество клавиров) и Винсент Персикетти (мировая премьера «Музыкальной тетради Анналиберы»). В последние десятилетия в популяризации творчества Даллапикколы важную роль играет деятельность Марио Руффини, автора и редактора многочисленных публикаций о композиторе (включая каталог-резоне), а также исполнителя его музыки. Под управлением Руффини, в частности, впервые в России были исполнены оркестровые «Вариации» и «Две пьесы».
Даллапиккола также оказал ощутимое влияние на итальянских композиторов поколения послевоенного авангарда (Ноно и Берио, Мадерна) и некоторых других (например, на Дональда Мартино).
Берио отмечал, что в первые послевоенные десятилетия Даллапиккола являлся для его поколения главным ориентиром, не только музыкальным, но и духовным, моральным, культурным в самом общем смысле этих слов. Берио также в 1950-е годы был написан ряд сочинений, которые стали своего рода реакцией на встречу со специфическим миром додекафонного мелодизма Даллапикколы, в их числе «Вариации» для фортепиано на мотив «fratello» (фа — ми — до-диез) из оперы «Узник» (на тот же мотив написано и «С Луиджи Даллапикколой» Ноно для ударных и электроники). В 1952 году он был в числе учеников Даллапикколы, читавшего двухмесячный курс лекций по теории композиции в США. Десятилетия спустя в 1994 году Берио продирижировал посмертной премьерой «Сюиты А» из «Улисса». Его оперу «Утис» также можно рассматривать как отклик на «Улисса» Даллапикколы.
Влияние на Ноно было не менее значительным. На его сильно политизированное сознание оказывала к тому же воздействие и гражданская позиция Даллапикколы, выраженная в «Песнях узников», «Узнике» и других сочинениях тех лет. Кроме того, по признанию самого Ноно, «Шесть песен Алкея» стали первым додекафонным сочинением, которое он услышал вообще. Трудно переоценить значимость цикла «Греческая лирики» для Ноно, Мадерны и других композиторов их поколения. В Даллапикколе Ноно виделось продолжение традиции, идущей через Баха от старых фламандских мастеров к Веберну. Кемпером не исключается также и возможность взаимного влияния композиторов друг на друга: так, «Прерванная песнь» Ноно в качестве своей модели использует в том числе и «Песни освобождения» Даллапикколы; с другой стороны, Даллапикколу, активно содействовавшего премьере «Прерванной песни» и хорошо знакомого с партитурой, возможно, подтолкнуло к задействованию сериальной техники в «Да упокоятся» (сочинение, над которым он тогда работал) и последующих работах именно общение с Ноно. Наконец, не лишены оснований и параллели между «Улиссом» (1968) Даллапикколы и «Прометеем» (1984) Ноно, которых роднит глубинное сходство.

## Награды
Даллапиккола был членом Баварской академии изящных искусств (1953), Берлинской академии искусств (1958), Лондонской Королевской академии музыки (1969) и Академии музыки и изящных искусств Граца (1969), а также почётным членом Международного общества современной музыки. Композитор был награждён Большой премией искусств земли Северный Рейн-Вестфалия, премии «Moretti d’oro» региона Фриули-Венеция-Джулия, музыкальной премии Людвига Шпора города Брауншвейга, премии им. Артюра Онеггера (1972), музыкальной премии Фельтринелли Национальной академии деи Линчеи (1973) и международной премии искусств им. Альберта Швейцера. Был удостоен почётных степеней Университета Дарема и Университета Эдинбурга (1973), награждён Орденом «За заслуги перед Итальянской Республикой» (Кавалер Большого креста). 21 марта 1976 года ректором Болонского университета Тито Карначини почётные степени докторов изящных искусств, музыки и театра были присуждены Луиджи Даллапикколе и Гоффредо Петрасси. Вместо покойного Даллапикколы диплом получала его супруга Лаура.

## Произведения
Ранние сочинения, которые не были опубликованы, в списке не приводятся.

### Оперы и другие произведения для музыкального театра
- Volo di notte / Ночной полёт (1940, по одноимённой повести Антуана де Сент-Экзюпери)
- Marsia / Марсий (1943, одноактный балет, хореография Ауреля Миллоша)
- Il Prigioniero / Узник (1944—1948, по мотивам «Пытки надеждой» Филиппа Вилье де Лиль-Адана и «Легенды об Уленшпигеле и Ламме Гудзаке» Шарля Костера, а также с использованием отдельных образов поэмы Виктора Гюго «Роза инфанты»)
- Job / Иов (1950, одноактная мистерия с либретто автора на основе Книги Иова; сценография Феличе Казорати)
- Ulisse / Улисс (1960—1968, по Гомеру и Данте)

### Хоровые сочинения
- Due liriche del Kalewala / Два стиха из Калевалы (для тенора, баритона, камерного хора и четырёх ударников, 1930)
- Estate / Лето (для мужского хора акапелла, на текст фрагмента из Алкея, 1932)
- Sei cori di Michelangelo Buonarroti il giovane / Шесть хоров на стихи Микеланджело Буонарроти-младшего (1933-36). Три серии по два хора, для разных составов.
- Canti di prigionia / Песни заточения (для смешанного хора и ансамбля, на слова молитвы Марии Стюарт, тексты Боэция и Савонаролы, 1938-41)
- Canti di liberazione / Песни освобождения (для хора с оркестром, на тексты Себастьяна Кастеллио, Блаженного Августина и Книги Исхода, 1951-55)
- Requiescant / Да упокоятся (для смешанного хора, детского хора и оркестра, на строку из Евангелия от Матфея, 11:28 («Приидите ко Мне вси труждающиися и обремененнии, и Аз упокою вы»), «Requiescat» Оскара Уайльда и песенку «Дин-дон, колокол, звени» из «Портрета художника в юности» Джеймса Джойса, 1957-58)
- Tempus destruendi — Tempus aedificandi / Время разрушать — Время строить (для смешанного хора а капелла, на слова ирландского монаха Дерматуса (XI век) и Св. Павлина Второго (VIII век); 1970-71)

### Камерная вокальная музыка
- Divertimento in quattro esercizi / Дивертисмент в четырёх экзерсисах (для сопрано и пяти инструменталистов, на тексты итальянской народной поэзии XII—XIII веков, 1934); посвящено Альфредо Казелле.
- Tre laudi / Три лауды (для сопрано/тенора и 13 инструменталистов, на тексты из Il Laudario dei Battuti di Modena (1266) в редакции Джулио Бертони, 1936—1937)
- Liriche greche / Греческая лирика (стихи античных поэтов-лириков в переводе Сальваторе Квазимодо):
  - Cinque frammenti di Saffo / Пять фрагментов из Сапфо (для сопрано и камерного оркестра, 1942)
  - Sex carmina Alcaei / Шесть песен Алкея (для сопрано и 11 инструменталистов; посвящено Антону Веберну, а после гибели последнего — его памяти, 1943)
  - Due liriche di Anacreonte / Два стихотворения Анакреонта (для сопрано и ансамбля, 1945)
- Rencesvals: Trois Fragments de la Chanson de Roland / Ронсеваль: Три фрагмента из Песни о Роланде (для голоса и фортепиано, на текст «Песни о Роланде», 1946)
- Quattro liriche di Antonio Machado / Четыре стихотворения Антонио Мачадо (для голоса и фортепиано, на стихи из «Новых песен» и «Полей Кастилии» Антонио Мачадо, 1948; существует переложение для голоса и ансамбля, написанное в 1964 году)
- Tre poemi / Три поэмы (для сопрано и камерного оркестра на стихи Джойса, Мануэля Мачадо (в переводе Даллапикколы) и Микеланджело; существует авторское переложение для сопрано и фортепиано; посвящено Арнольду Шёнбергу, 1949)
- Goethe-Lieder / Песни на стихи Гёте (для женского голоса и трио кларнетов, на стихи Гёте из «Западно-восточного дивана», 1953)
- Cinque canti / Пять песен (для баритона и ансамбля, на стихи Лициния, Иона Хиосского, Алкмана, Ивика и неизвестного греческого поэта в переводе Сальваторе Квазимодо, 1956; посвящено Роджеру Сешенсу)
- Preghiere / Молитвы (для баритона и камерного ансамбля, на стихи Мурило Мендеса в переводе на итальянский Руджеро Якобби, 1962)
- Parole di San Paolo / Слова Святого Павла (для меццо-сопрано и 11 инструменталистов, на текст Главы 13 Первого послания к Коринфянам, 1964)
- Sicut umbra… / Словно тень... [дни наши на земле] (для меццо-сопрано и 15 инструменталистов, на стихи Хуана Рамона Хименеса из сборника «Камень и небо» («Забвение», «Воспоминание», «Идеальная эпитафия моряку»); название отсылает к помещённой в конце партитуры строке из Книги Иова, 8:9 «а мы — вчерашние и ничего не знаем, потому что наши дни на земле тень», 1970)
- Commiato / Прощание (для сопрано и 15 инструменталистов, на текст лауды, приписываемой Брунетто Латини; посвящено памяти Харальда Кауфмана, 1972)

### Инструментальные сочинения
- Musica per tre pianoforti (Inni) / Музыка для трёх фортепиано (Гимны) (для трёх фортепиано, 1935)
- Piccolo concerto per Muriel Couvreux / Маленький концерт для Мюриэль Куврё (для фортепиано с оркестром, 1939—1941)
- Tre episodi dal balletto «Marsia» / Три эпизода из балета «Марсий» (для фортепиано, 1942—1943)
- Sonatina canonica / Каноническая сонатина (для фортепиано, на каприс Паганини, 1942—1943)
- Ciaccona, intermezzo e adagio / Чакона, интермеццо и адажио (для виолончели, 1945; посвящено Гаспару Касадо)
- Due studi / Два этюда (для скрипки и фортепиано, 1947)
- Quaderno musicale di Annalibera / Нотная тетрадь Анналиберы (для фортепиано, 1952). Существует авторизованное переложение для органа, осуществлённое композитором Р. Шекельфордом в 1969 г. (издано «Suvini Zerboni»).
- Tartiniana seconda / Вторая тартиниана (для скрипки и фортепиано; существует авторское переложение для скрипки с оркестром; на тему Тартини, 1956)
- Dialoghi / Диалоги (концерт для виолончели с оркестром, 1959—1960; посвящено Гаспару Касадо)
- Piccola musica notturna / Маленькая ночная музыка (для камерного ансамбля; в качестве эпиграфа использовано стихотворение Антонио Мачадо «Летняя ночь»; существует авторское переложения для оркестра, 1961)

### Оркестровые сочинения
- Partita / Партита (для сопрано, хора и оркестра, 1930—1932)
- Frammenti Sinfonici dal balletto Marsia / Симфонические фрагменты балета «Марсий» (для оркестра, 1942—1943, 1947)
- Due pezzi / Две пьесы (переложение для оркестра «Двух этюдов», 1946—1947)
- Tartiniana / Тартиниана (для скрипки с оркестром; на тему Тартини, 1951)
- Piccola musica notturna / Маленькая ночная музыка (для оркестра, 1954)
- Variazioni / Вариации (переложение для оркестра «Нотной тетради Анналиберы») (1954)
- An Mathilde / К Матильде (кантата для женского голоса с оркестром, на стихи Гейне из сборника «Романсеро» («К ангелам» и «День поминовенья») и опубликованное посмертно «Матильда подала букет», 1955)
- Tartiniana seconda / Вторая тартиниана (для скрипки с оркестром; на тему Тартини; 1956)
- Concerto per la notte di Natale dell’anno 1956 / Концерт на Рождественскую ночь 1956 года (для камерного оркестра и сопрано в 5 частях [нечётные части — инструментальные], на текст Якопоне да Тоди, 1956—1957)
- Three questions with two answers per orchestra / Три вопроса с двумя ответами (на основе материала к опере «Улисс», 1962)

### Музыка к документальным фильмам
- Incontri con Roma / Встречи с Римом (для 21 инструмента, 1948). Режиссёр Витторио Карпиньяно.
- L’esperienza del cubismo / Опыт кубизма (для 17 инструментов и женского голоса ad lib., 1948). Режиссёр Глауко Пеллегрини. Этот короткометражный фильм был удостоен премии за лучшее звуковое сопровождение на Международном конгрессе фильмов об искусстве в Брюсселе в феврале 1950 года.
- Il miracolo della Cena — Le vicende del capolavoro di Leonardo da Vinci / Чудо Вечери — История шедевра Леонардо да Винчи (1953). Режиссёр Луиджи Роньони. Музыка написана на основе «Вариаций» для оркестра.

## Сочинения

### Эссе
- Dallapiccola, Luigi. Parole e musica / A cura di Fiamma Nicolodi. Introd. di Gianandrea Gavazzeni. — Milano: Il Saggiatore, 1980. — 603 p. — ISBN 9783885830054. Существенно расширенное переиздание вышедшей ещё при жизни композитора книги Dallapiccola, Luigi. Appunti, incontri, meditazioni. — Milano: Suvini Zerboni, 1970. — 193 p. Книга была частично переведена на английский язык: Dallapiccola, Luigi. On Opera (Selected Writings, Vol. 1) / Translated and edited by Rudy Shackelford. Foreword by Antal Doráti. — London: Toccata Press, 1987. — 291 p. — ISBN 978-0-907689-09-6.

### Письма
- Tempus aedificandi. Luigi Dallapiccola — Massimo Mila. Carteggio 1933-1975 / a cura di Livio Aragona ; prefazione di Pierluigi Petrobelli. — Milano: Ricordi (Universal Music MGB), 2005. — 428 p. — ISBN 8875927987. (переписка Даллапикколы с музыковедом Массимо Милой)
- Tortora, Daniela Margoni. Carteggi Millossiani (Dallapiccola — Milloss) // Danza. Pittura. Musica. Intorno ai sodalizi artistici degli anni quaranta. — Roma: Accademia Nazionale di Santa Cecilia, 2009. — P. 153-243. — ISBN 9788895341163. (переписка Даллапикколы с хореографом Аурелем Миллошем)
- Del carteggio di Luigi Dallapiccola (1935—1974) // Luigi Dallapiccola. Saggi, testimonianze, carteggio, biografia e bibliografia / a cura di Fiamma Nicolodi. — Milano: Edizioni Suvini Zerboni, 1975. — P. 61—108. (из переписки Даллапикколы с Шёнбергом, Веберном, издательством «Suvini Zerboni» и др.)

### Переводы
- Busoni, Ferruccio. Scritti e pensieri sulla musica (Эссе и размышления о музыке) / a cura di Guido M. Gatti e Luigi Dallapiccola (nella traduzione di quest'ultimo) con prefazione di Massimo Bontempe. — Milano: Ricordi, 1954. — 176 p.
- Busoni, Feruccio. Lettera alla moglie (Письма жене) / A cura di Friedrich Schnapp ; traduzione e prefazione di Luigi Dallapiccola. — Milano: Ricordi, 1955. — 313 p.

### Каталоги и сборники материалов
- L'opera di Luigi Dallapiccola: Catalogo ragionato / a cura di Mario Ruffini. — Suvini Zerboni. — Milano, 2002. — 542 p. — ISBN 88-900691-0-4.
- Luigi Dallapiccola, saggi, testimonianze, carteggio, biografia e bibliografia / a cura di Fiamma Nicolodi. — Suvini Zerboni. — Milano, 1975. — 171 p.
- Ricercare: parole, musica e immagini dalla vita e dall'opera di Luigi Dallapiccola / a cura di Mila De Santis. — Pagliai Polistampa. — Firenze, 2005. — 125 p. — ISBN 8883049624.

### Монографии

#### Общего плана
- Fearn, Raymond. The Music of Luigi Dallapiccola. — New York: University of Rochester Press, 2003. — 324 p. — (Eastman Studies in Music). — ISBN 978-1-58046-347-8.
- Kämper, Dietrich. Gefangenschaft und Freiheit. Leben und Werk des Komponisten Luigi Dallapiccola. — Köln: Gitarre-und-Laute-Verlagsgesellschaft, 1984. — 210 p. — ISBN 9783885830054. Книга была переведена на итальянский язык вдовой композитора и музыковедом Серджо Сабличем: Kämper, Dietrich. Luigi Dallapiccola. La vita e l'opera. — Firenze: Sansoni Editore, 1985. — 351 p.
- Michel, Pierre. Luigi Dallapiccola. — Genève: Contrechamps, 1996. — 172 p. — ISBN 2940068089. (недоступная ссылка)
- Sablich, Sergio. Luigi Dallapiccola : un musicista europeo. — Palermo: L'Epos, 2004. — 253 p. — ISBN 8883022416.
- Zimbaldo, Daniel Amadeo. Aproximación a la música de Dallapiccola. — Barcelona: Editorial Arpegio, 2010. — 135 p. — ISBN 978-84-938261-3-0. Архивировано 13 сентября 2015 года.

#### Об отдельных сочинениях или их группах
- Alegant, Brian. The Twelve-Tone Music of Luigi Dallapiccola. — New York: University of Rochester Press, 2010. — 336 p. — (Eastman Studies in Music). — ISBN 978-1-58046-325-6.
- D'Amore, Giulio. Le opere pianistiche di Luigi Dallapiccola. — Milano: Suvini Zerboni, 1987. — 82 p.
- Hees van, Julia. Luigi Dallapiccolas Bühnenwerk Ulisse: Untersuchungen zu Werk und Werkgenese. — Kassel: Gustav Bosse Verlag, 1994. — 317 p. — ISBN 3-7649-2616-3.
- Pezzati, Romano. La  memoria di Ulisse : studi sull'Ulisse di Luigi Dallapiccola. — Milano: Suvini Zerboni, 2008. — 374 p. — ISBN 978-88-900691-3-0.
- Schomerus, Ute. Ecce homo. Die Sacra Rappresentazione Job von Luigi Dallapiccola. — von Bockel Verlag. — Hamburg, 1998. — 240 p. — ISBN 3932696115.
- Tortora, Daniela Margarita. Danza. Pittura. Musica : Intorno ai sodalizi artistici degli anni quaranta (Dallapiccola, Milloss, Petrassi). — Roma: Accademia Nazionale de Santa Cecilia, Fondazione, 2009. — 297 p. — (L'Arte Armonica, Serie III, Studi e testi, 9). — ISBN 8895341147. (о балете «Марсий»)
- Venuti, Massimo. Il teatro di Dallapiccola. — Milano: Suvini Zerboni, 1985. — 151 p.
- Zanolini, Bruno. Luigi Dallapiccola : la conquista di un linguaggio (1928-1941). — Padova: G Zanibon, 1974. — 94 p.

### Статьи и сборники статей
- Dallapiccola: letture e prospettive : atti del Convegno internazionale di studi (Empoli-Firenze, 16-19 febbraio 1995) : promosso e organizzato dal Centro studi musicali Ferruccio Busoni di Empoli / a cura di Mila De Santis. — Lucca: LIM, 1997. — 500 p. — (Le Sfera). — ISBN 978870961729. (недоступная ссылка)
- Luigi Dallapiccola nel suo secolo: atti del convegno internazionale, Firenze, 10-12 dicembre 2004 / Fiamma Nicolodi. — Firenze: L. S. Olschki, 2007. — 536 p. — (Historiae Musicae Cultores). — ISBN 9788822256379.
- Studi su Luigi Dallapiccola. Un seminario / Arrigo Quattrocchi. — Libreria musicale italiana. — Lucca, 1993. — 201 p. — (Musicalia). — ISBN 9788870960679.
- Денисов, Э. В. "Оперы «Узник» и «Улисс» Луиджи Даллапикколы" и "Л. Даллапиккола. «[http://dallapiccola.wordpress.com/2012/06/05/tempus/ Tempus destruendi, tempus aedificandi» для смешанного хора без сопровождения"] // Свет. Добро. Вечность. Памяти Эдисона Денисова. Статьи. Воспоминания. Материалы / Ценова, В. С.. — М.: Московская консерватория, 1999. — 488 с. — 500 экз. — ISBN 5-89598-052-X.
- Данилюк, Л. Луиджи  Даллапиккола и его опера «Ночной полет» // Музыка и современность. Вып. 10. — М. — 151—186 с.